# Zhang Ji (dinastia Han)
En aquest nom xinès, el cognom és Zhang.
Zhang Ji (張濟; mort el 196 EC) va ser un general militar servint sota el senyor de la guerra Dong Zhuo durant el període de la tardana Dinastia Han Oriental de la història xinesa. Era l'oncle de Zhang Xiu i va estar casat amb la bella Dama Zou. Va ser ascendit a General de Cavalleria Valenta abans que fóra formada la Coalició contra Dong Zhuo.

## En la ficció

### Controlant a l'emperador
En la novel·la històrica del Romanç dels Tres Regnes de Luo Guanzhong, Zhang Ji va participar en la batalla del Pas Hulao, la qual va suposar una derrota per les forces de Dong Zhuo. Després de l'assassinat de Dong Zhuo a mans de Lu Bu, els partidaris de Dong Zhuo, dirigits per Li Jue, Guo Si, Fan Chou, i Zhang Ji, va derrotar Lü Bu i Wang Yun, prenent el control de la capital, Chang'an. Li Jue i Guo Si van proposar de matar a l'emperador, però Zhang Ji i Fan Chou els va persuadir a en lloc d'això controlar l'emperador, com va fer Dong Zhuo, i garantir-se poder en la Cort Imperial. Dos anys més tard, en van derrotar l'exèrcit occidental de Ma Teng i Han Sui per mantenir-los famolencs.

### Derrota
Després que la capital és traslladada a Luoyang, la qual Dong Zhuo havia cremat, Zhang Ji i els seus aliats són vençuts pels Bandits de l'Oneig Blanc, dirigits per Han Xian, Yang Feng, Xu Huang, Dong Cheng, i Zhu Zhi, que havien capturat a l'Emperador Xian. Un intent de recuperar l'emperador falla, i llavors un grau imperial secret porta Cao Cao a la batalla. L'exèrcit de Cao Cao derrota els Bandits de l'Oneig Blanc i pren el control de l'emperador.

### Mort
Després de perdre a l'emperador, Zhang Ji porta als seus homes a la Província de Jing, la qual era governada per Liu Biao. A causa de la manca de subministraments, Zhang Ji i els seus homes van atacar al Província de Jing, i Zhang Ji va ser mort per una fletxa perduda durant la batalla. Després de la mort de Zhang, els seus homes van ser executats o bé van servir a Liu Biao, Huang Zu, o més tard Liu Bei.